# Digital Comic Museum
Digital Comic Museum är ett digitalt bibliotek för serietidningar som är public domain. Projektet lanserades 2010.